# Šar-Kali-Šari
Šar-Kali-Šari ali Šarkališari (akadsko kralj kraljev) je bil kralj Akadskega cesarstva, ki je vladal 25 (ali 24) let okoli leta 2100 pr. n. št..
Bil je sin kralja Naram-Sina Akadskega. Za osemnajst let njegovega vladanja so znana tudi imena let, ki kažejo na njegove uspešne vojne pohode, med njimi tudi proti Gutijcem, Amoritom in Elamitom. V Nipurju in Babilonu je dal zgraditi templje.
Po njegovi vladavini je morda nastala kratkotrajna kriza in obdobje notranjih spopadov, ker Seznam sumerskih kraljev omenja: 
»Kdo je bil potem kralj? In kdo ni bil kralj? Igigi, Imi, Nanum in Ilulu: vsi štirje skupaj so vladali samo tri leta.«
Po krizi je prišel na prestol Dudu, ki je vladal 21 let.